# Etzaz Hussain
Etzaz Hussain (* 27. Januar 1993 in Oslo) ist ein in norwegischer Fußballspieler pakistanischer Abstammung.

## Karriere

### Verein
Hussain begann bei Langhus IL mit dem Vereinsfußball und wechselte 2008 in die Nachwuchsabteilung von Manchester United. 2011 kehrte er nach Norwegen zurück und startete bei Vålerenga Oslo seine Profikarriere. Ohne ein Pflichtspiel für diesen Verein absolviert zu haben, wechselte er noch im gleichen Jahr zu Fredrikstad FK. 
2012 wurde er von Molde FK verpflichtet und etablierte sich schnell als Stammspieler. Mit seinem Verein wurde er in seiner ersten Saison, der Saison 2012, Norwegischer Meister. In der nachfolgenden Saison verfehlte sein Verein zwar die Titelverteidigung in der Meisterschaft, jedoch wurde man Norwegischer Pokalsieger. In der Saison 2013 gelang die Titelverteidigung im Pokal und die Meisterschaft. Damit gehörte Hussain zu jener Mannschaft des Vereins, die zum ersten Mal in der Vereinshistorie das norwegische Double holen konnte. Zur Rückrunde der Spielzeit 2015/16 wechselte er in die Türkei zum Süper-Lig-Verein Sivasspor. Im Juli 2016 verließ er diesen Klub wieder.
Hussain unterschrieb im Oktober 2016 beim kroatischen Zweitligisten NK Rudeš, der damals vom ehemaligen Liverpool-Spieler Igor Bišćan trainiert wurde. Am 28. Februar 2017 gab Molde FK bekannt, dass Hussain nach der Verpflichtung von Erling Haaland wenige Tage zuvor zum Verein zurückgekehrt sei. Hussain wurde vom 16. August 2017 bis zum Jahresende an den Ligakonkurrenten Odds BK ausgeliehen. Am 11. Juli 2019 erzielte er das sechste Tor für Molde FK beim UEFA-Europa-League-Qualifikationsspiel gegen KR Reykjavík, das Molde FK mit einem vereinsinternen Europapokal-Rekordsieg von 7:1 gewann. Hussain unterzeichnete am 31. Januar 2020 einen neuen Vertrag bei Molde FK, der ihn bis zum Ende der Saison 2022 an den Klub band.
Der zyprische Klub Apollon Limassol gab am 20. Januar 2023 bekannt, dass der Mittelfeldspieler eine Einigung erzielt habe, um bis Mai 2025 beim amtierenden Meister der zyprischen Liga zu unterschreiben. Am 24. Januar 2023 unterzeichnete Hussain offiziell bei Apollon Limassol und entschied sich für die Rückennummer 18. Knapp ein Jahr nach seinem Wechsel, am 8. Januar 2024, verkündete der Verein die einvernehmliche Auflösung des Vertrags mit ihm. Am 25. Februar 2024 kehrte Hussain erneut zu Odds BK zurück, diesmal mit einem festen Vertrag. Einen Tag später wurde er offiziell als Spieler des Vereins vorgestellt.

### Nationalmannschaft
Hussain startete seine Nationalmannschaftskarriere mit einem Einsatz für die norwegische U-19-Nationalmannschaft und spielte ab 2012 auch für die U-21-Nationalmannschaft seines Landes.

## Erfolge
Molde FK
- Norwegischer Meister (4): 2012, 2014, 2019, 2022
- Norwegischer Pokalsieger (3): 2013, 2014, 2021